# Spikule

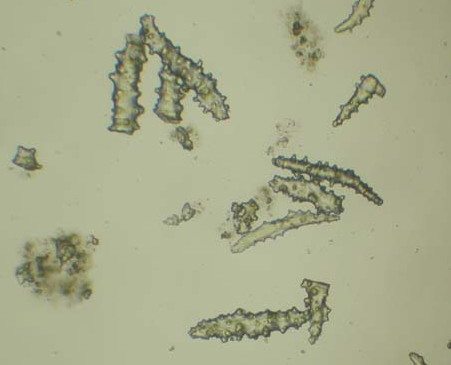
Spikule koralowców

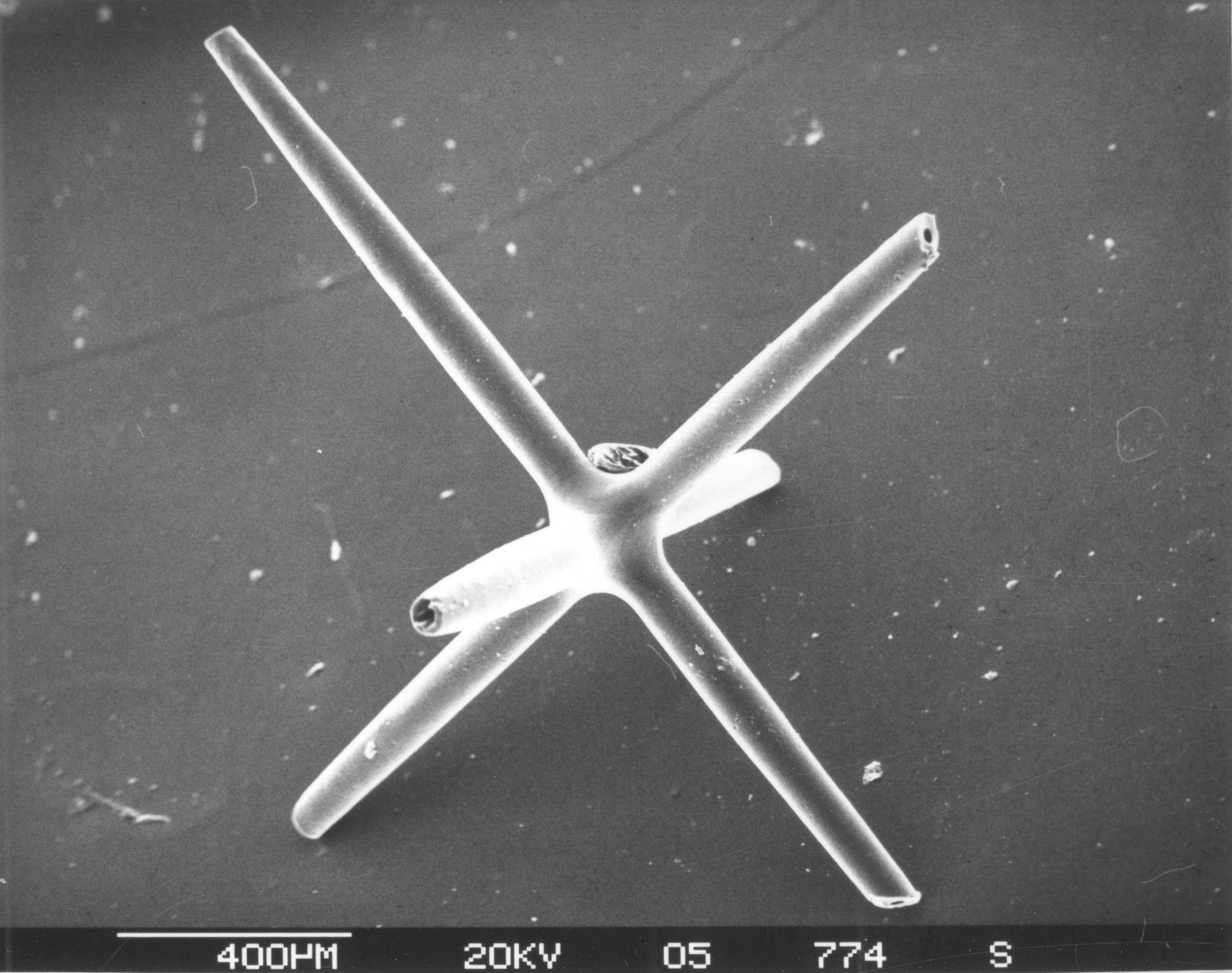
Spikule gąbek

Spikule (łac. spicula, l.mn. spiculae) – termin z anatomii zwierząt stosowany w różnych znaczeniach:
- zwykle oznacza twarde, igłokształtne struktury[2],
- bardzo drobny, igłowaty, ostry wyrostek[3],
- u gąbek spikule[4], nazywane również sklerytami, to igły budujące szkielet gąbek. U gąbek wapiennych zbudowane są z węglanu wapnia (CaCO3), u niewapiennych z tlenku krzemu (SiO2). Są spajane substancją białkową przypominającą kolagen, zwany sponginą. Wytwarzane są przez specjalne komórki – skleroblasty. Ze względu na ogromną różnorodność kształtów igieł dzieli się je na jednoosiowe, trójosiowe, czteroosiowe i wieloosiowe, ze względu na wielkość występują megaskleryty (duże) i mikroskleryty (małe). Kształt igieł pomaga w określeniu gatunku danej gąbki.
- u nicieni spikule to narząd kopulacyjny[4],
- żądło[3],
- pokładełko[3],
- u igłoskórych (mięczaki) – różnorodnego kształtu zmineralizowane struktury położone w oskórku płaszcza.